# Mohamed Ramadan (szermierz)
Mohamed Ramadan (arab. ‏محمد رمضان‎, ur. 6 lipca 1931 w Mardż Ujun) – libański szermierz, uczestnik letnich igrzysk olimpijskich.
Ramadan reprezentował Liban na Letnich Igrzyskach Olimpijskich 1960 w Rzymie w konkurencjach szpada indywidualnie i szpada drużynowo wraz z Ibrahimem Osmanem, Michelem Saykalim i Hassanem El-Saidem. W pierwszej z konkurencji zajął 4. miejsce w pierwszej fazie grupowej, które nie dało mu awansu do kolejnej rundy. W rywalizacji zespołowej Libańczycy odpadli w pierwszej rundzie po porażce ze Związkiem Radzieckim i Szwajcarią.